# Héderfája
Héderfája (románul Idrifaia, németül Ederholz, szászul Klinhelzkn) falu Romániában Maros megyében. Közigazgatásilag Küküllőszéplak községhez tartozik.

## Fekvése
Dicsőszentmártontól 15 km-re északkeletre a Kis-Küküllő jobb partján fekszik.

## Története
1331-ben Heruhfaia néven említik először. Területe híres bortermő vidék. 1910-ben 1090, túlnyomórészt magyar lakosa volt. A trianoni békeszerződésig Kis-Küküllő vármegye Dicsőszentmártoni járásához tartozott. 
1992-ben 733 lakosából 722 magyar, 11 román volt.

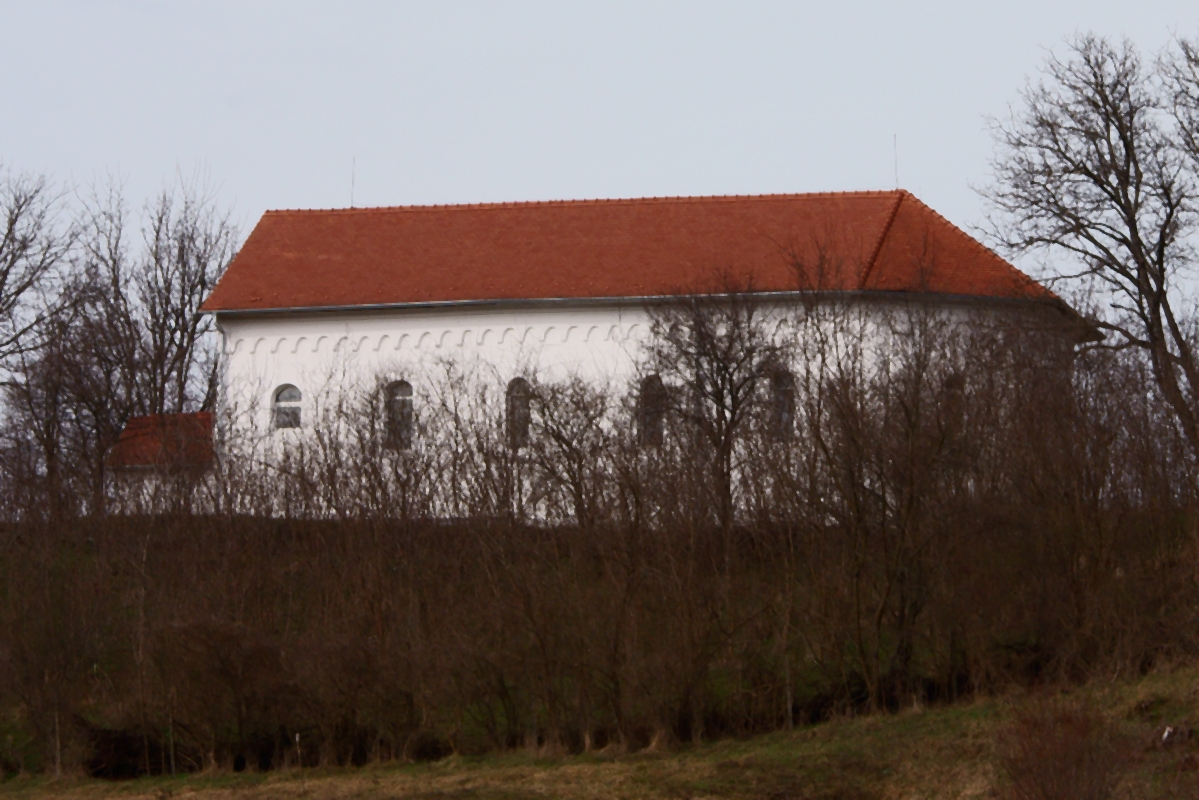
Református templom

## Látnivalók
Református temploma a falu feletti dombon áll, alatta egykori udvarház romjai látszanak. A templom fából készült haranglábja 2020. február 8-re virradó éjszakán leégett, a két harang elolvadt.
A Barlabássy-udvarház romja és a hozzátartozó kertből, parkból megmaradt szűk egy hektárnyi terület, 2008-ban visszakerült az építtető Barlabássy Lénárd késői leszármazottai, Barabássy Sándor és Barabássy Katalin tulajdonába. A felújított épületet 2019. szeptember 28-án avatták fel.

## Híres emberek
- Itt született 1905-ben Bordi András képzőművész.
- Itt hunyt el Kornis Mihály publicista.